# XLink
XML鏈接語言，或XLink，是一種通過W3C推薦標準認證的XML標記語言，用于在 XML 文档中创建超链接，以及提供與這些鏈接相關聯的元數據。

## 規格
XLink 1.1的規格，是繼承通過W3C推薦標準認證的XLink 1.0的規格。

## XLink的連結方式
XLink的定義一組屬性的元素可以加入其它XML命名空間。XLink的提供兩種超鏈接中使用的XML文檔。簡單鏈接只連接兩種資源，類似於HTML鏈接。 擴展鏈接，可以連接任意數量的資源。

### 簡單連結
一個簡單的鏈接創建了一個單向的超鏈接從一個單元到另一個通過一個URI。例如：
```
<?xml version="1.0"?>

<document
 
xmlns=
"http://example.org/xmlns/2002/document"
 
xmlns:xlink=
"http://www.w3.org/1999/xlink"
>

  
<heading
 
id=
"someHeading"
>
Some
 
Document
</heading>

  
<para>
Here
 
is
 
<anchor
 
xlink:type=
"simple"
 
xlink:href=
"#someHeading"
>
a
 
link
</anchor>
 
to
 
the
 
header.
</para>

  
<para>
It
 
is
 
an
 
anchor
 
that
 
points
 
to
 
the
 
element
 
with
 
the
 
id
 
"someHeading"
 
on
 
the
 
current
 
page.
</para>

</document>

```

### 擴展鏈接
擴展鏈接允許多個資源，遠程或本地的，要連接由多個弧。弧是信息的來源，目的地和行為的一兩個資源之間的聯繫。出發地和目的地資源的定義標籤。通過使用一個或多個弧，延長鏈路可以達成的集多種資源之間的連接。
例如，如果所有的資源在一個擴展的環節被賦予的標籤A，然後一個弧形內鏈接聲明from="A", to="A"，將形成之間的連接的所有資源。
擴展鏈接不需要包含在同一文件中的元素為他們鏈接到。這使得關聯的元數據或其他補充資料和資源，而不編輯這些資源。
XLink的還支持更豐富的信息和鏈接類型的角色在每個資源的弧線。